# Підрозділ компанії
Підрозділ компанії, який іноді називають бізнес-сектором або бізнес-одиницею (сегментом) — є однією з частин, на які поділяється бізнес, організація або компанія.

## Опис
Підрозділи — це окремі частини бізнесу. Якщо всі ці підрозділи є частиною однієї компанії, то ця компанія несе юридичну відповідальність за всі зобов’язання та борги підрозділів.
У банківській галузі прикладом може бути East West Bancorp та її основна дочірня компанія East West Bank.

## Юридична відповідальність
Дочірні компанії є окремими юридичними особами для цілей оподаткування, регулювання та відповідальності. З цієї причини вони відрізняються від підрозділів, які є підприємствами, повністю інтегрованими в головну компанію, не відокремленими від неї юридично чи іншим чином. Х’юстонська хроніка підкреслила, що створення підрозділу «суттєво легше, ніж розвиток дочірніх компаній. Оскільки підрозділ є внутрішнім сегментом компанії, а не повністю окремою організацією, власники бізнесу створюють і припиняють підрозділи за власною примхою. Крім того, оскільки люди в кожному підрозділі працюють в одній компанії, легше змінити персонал відповідно до цієї структури».

## Дивись також
- Бренд
- Дочірнє підприємство